# Rhodobryum
Rhodobryum (deutsch Rosenmoose) ist eine Gattung von Laubmoosen aus der Familie Bryaceae.

## Merkmale
Den unterirdisch kriechenden primären Stämmchen entspringen aufrechte Triebe, die an der Spitze auffällig große, rosettig angeordnete Blätter tragen, unterhalb davon aber nur mit viel kleineren schuppenförmigen Blättchen besetzt sind. Die großen Schopfblätter sind eiförmig bis zungenförmig und an der Spitze gezähnt. Die kräftige Blattrippe endet kurz vor oder in der Blattspitze oder kann auch austreten. Die Arten sind diözisch. Die Sporenkapsel auf der verlängerten Seta ist ähnlich gebaut wie bei den Bryum-Arten, horizontal bis hängend und zylindrisch, mit doppeltem Peristom, wobei die äußeren und inneren Peristomzähne etwa gleich lang sind.

## Systematik
Weltweit gibt es 34 Arten mit subkosmopolitischer Verbreitung. In Europa kommen zwei Arten vor:
- Rhodobryum ontariense, Fels-Rosenmoos
- Rhodobryum roseum, Rosettiges Rosenmoos